# Pooja Sharma

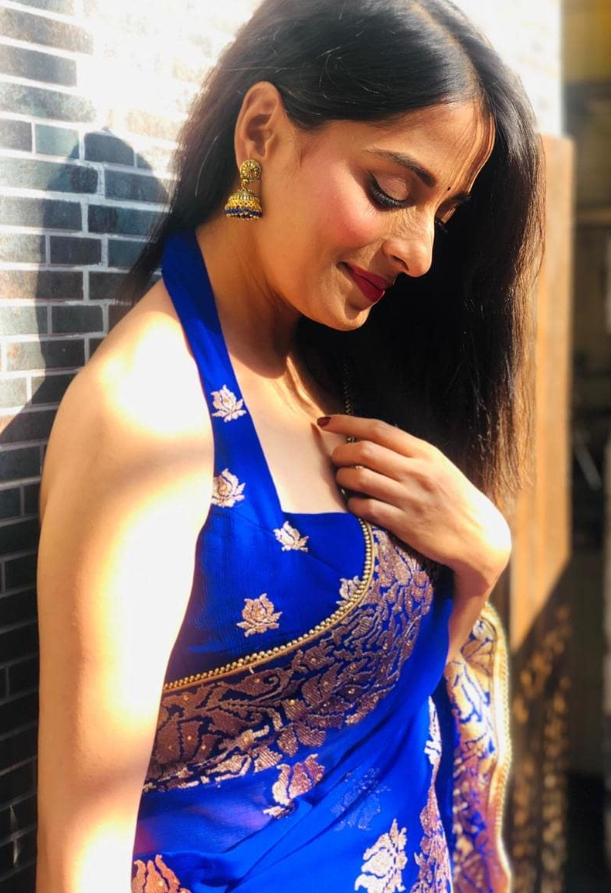
Imagen de Pooja B Sharma

Pooja Sharma (Nueva Delhi, India; 12 de julio de 1989) es una modelo, cantante y actriz india, conocida por su papel de Draupadi en el mitológico programa de televisión Mahabharat.

## Biografía
Se crio en su ciudad natal. Siempre estuvo interesada en la actuación y las artes escénicas más que en el modelaje. Durante sus días en la universidad, fue seleccionada para un programa de entrevistas basado en deportes en Doordarshan.
Ella pensó que no le estaba yendo bien en el programa, pero alguien del equipo le dijo que tenía la capacidad de hacer de presentadora. Y después de algunas audiciones de anclaje para Zum, fue seleccionada. Después de fondear, ella hizo algunos TVC, camina por la rampa. Sharma fue la top 10 finalista en Miss India 2006.

### Carrera como actriz
Sharma hizo su debut como actriz de Star Plus Teri Meri Love Stories con Karan Kundra. Como era anfitriona y debido a su voz y apariencia, el director de casting de Mahabharat la llamó y le pidió que fuera a la audición. En primer lugar, no estaba interesada, pero después de que el director insistió repetidamente, ella dio la audición y de inmediato fue seleccionada para el papel de Draupadi. El papel fue demostrado como un punto de inflexión en su carrera ya que el programa tuvo mucho éxito y la actuación fue elogiada por la crítica y el público.

## Series de televisión
- 2012: Teri Meri Love Stories como Sia Bhel
- 2013 – 2014: Mahabharat como Draupadi
- 2014: Ajab Gajab Ghar Jamai as Lakshmi (aparición especial)
- 2015: Dosti... Yaariyan... Manmarziyan como ella misma (aparición especial)
- 2017 – 2018: Mahakali– Anth hi Aarambh hai como Parvati/Kali[1]

## Premios
- 2014: Ganadora de Iniciativa de nuevo pensamiento en los Star Parivaar Awards 2014.